# Pedro Costa (Regisseur)

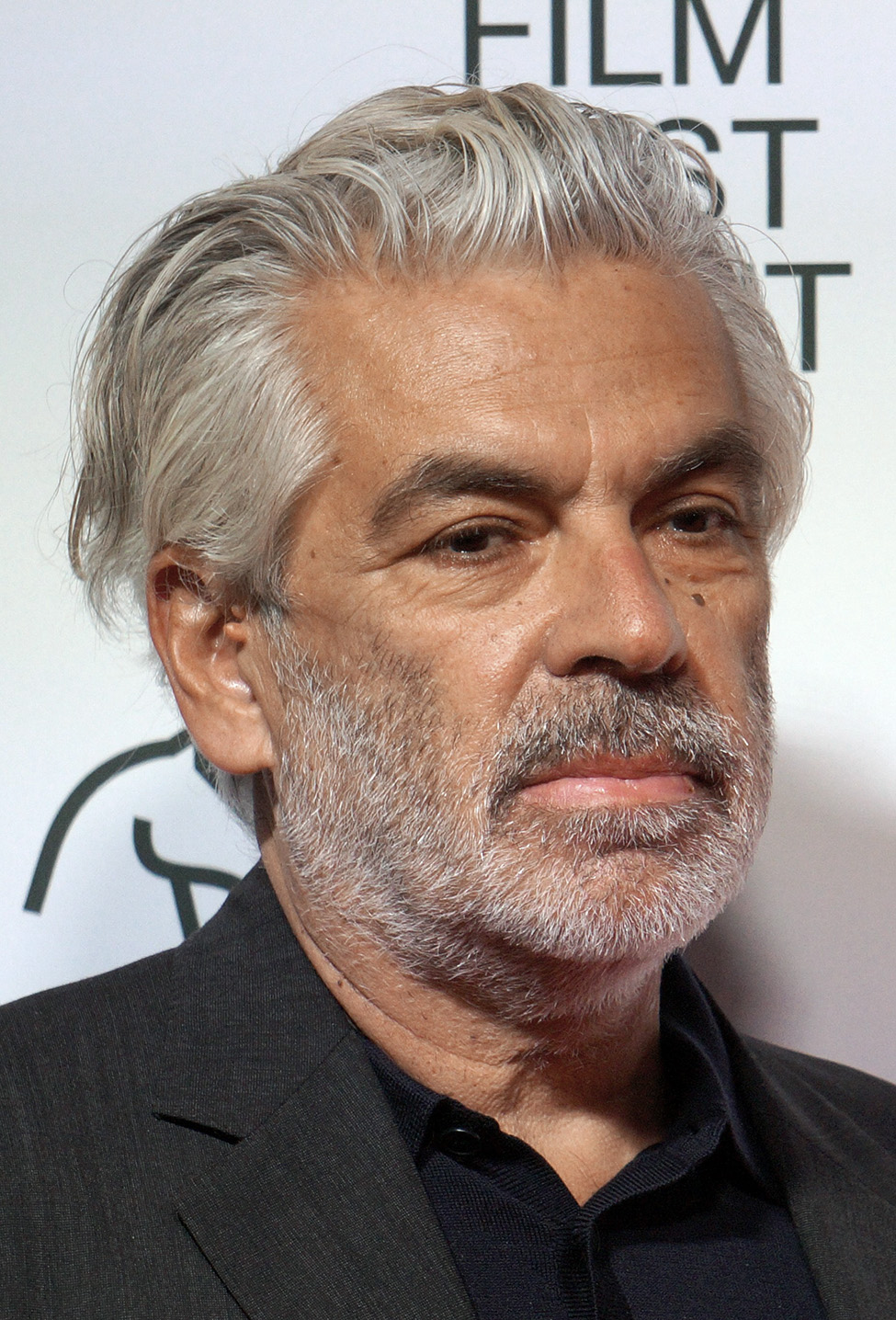
Pedro Costa (2020)

Pedro Costa (* 3. März 1959 (nach anderen Angaben: 30. Dezember 1958) in Lissabon) ist ein portugiesischer Filmregisseur.

## Leben
Costa absolvierte die Escola Superior de Teatro e Cinema (ESTC) und assistierte im Anschluss verschiedenen Regisseuren, darunter 1985 João Botelho  bei „Ein portugiesischer Abschied“, und Joaquim Leitão bei Duma Vez por Todas (portugiesisch für: „Ein für alle Mal“). 1989 drehte er seinen ersten langen Spielfilm, „Das Blut“ (O Sangue). Der Schwarzweißfilm ist ein aufwühlendes Werk über die Trennung zweier Brüder nach dem Verschwinden des Vaters und zeigt bereits das kommende Grundthema des Schaffens von Costas, das sich mit den am Rande der Gesellschaft stehenden Menschen befasst.
1994 filmte Costa für Casa de Lava (port. für: „Haus aus Lava“) auf der kapverdischen Vulkaninsel Fogo. Der Film erzählt die Geschichte eines illegalen Einwanderers, der in Lissabon als Bauarbeiter verunglückt und von einer portugiesischen Krankenschwester (gespielt von Inês de Medeiros) in seine kapverdische Heimat gebracht wird. Das Werk wurde mehrfach ausgezeichnet (u. a. Internationales Filmfestival Thessaloniki, Entrevues Film Festival). Bei den Dreharbeiten lernte Costa etwas Kapverdisches Kreol und kam den Einwohnern Fogos näher. Diese gaben ihm zum Abschied Päckchen mit, die er Angehörigen in Lissabon übergeben sollte. Bei seinen entsprechenden Besuchen beeindruckte ihn das menschliche Panorama des inoffiziellen, in Portugals Medien meist nur als Problemviertel bekannten Einwandererviertels Fontaínhas (in Venda Nova (Amadora) im Großraum Lissabon, später abgerissen).
Costa drehte dort seine nächsten drei Filme, die auch als Fontaínhas-Trilogie bekannten  „Haut und Knochen“ (Ossos, 1997), „In Vandas Zimmer“ (No Quarto da Vanda, 2000) und „Jugend voran!“ (Juventude em Marcha, 2005). Vor allem „In Vandas Zimmer“, das er überwiegend alleine mit einer Hand-Videokamera drehte, gewann dabei eine Reihe Preise, u. a. einen FIPRESCI-Preis und verschiedene Auszeichnungen bei den Filmfestivals in Locarno und Cannes. Auch der dritte Teil, Jugend voran, über das Viertel nach dem Abriss seiner illegalen Bauten, überzeugte die Kritik (Preis der Los Angeles Film Critics Association, Nominierung für die Goldene Palme).
2001 drehte er in zwei Versionen, eine davon zusammen mit Jeanne Lapoirie, einen Dokumentarfilm über Danièle Huillet und Jean-Marie Straub (Où gît votre sourire enfoui?) für die Reihe Cinéma, de notre temps des Fernsehsenders ARTE. Ähnlich wie Straub vertritt Costa ein raues, ungeschönt realistisches Kino. Costa arbeitet dabei bevorzugt ohne ein ausformuliertes und an alle Beteiligten verteiltes Drehbuch.
Die Stadt Guimarães gab 2012, im Rahmen seines Jahres als Kulturhauptstadt Europas, das Projekt Centro Histórico (deutsch etwa: „Historische Altstadt“) in Auftrag. Der Episodenfilm  beschäftigt sich in vier Teilfilmen mit der ersten Hauptstadt Portugals. Pedro Costa steuerte das Segment Sweet Exorcism bei, die anderen Segmente waren O Conquistador Conquistado (dt. etwa:           „Der eroberte Eroberer“, von Manoel de Oliveira), O Tasqueiro (dt. etwa „Der Kneipenwirt“, von Aki Kaurismäki), und Vidros Partidos (dt. etwa „Zerbrochene Scheiben“, von Víctor Erice).
Auf dem Internationalen Filmfestival von Locarno 2014 wurde er für seinen Film „Horse Money“ (Cavalo Dinheiro) mit dem Preis für die beste Regie ausgezeichnet. Der Film feierte seine Deutschlandpremiere auf dem Filmfest München im Juni 2015 und wurde dort mit dem ARRI/Osram Award, dem Preis für den besten internationalen Film, ausgezeichnet.
2017 wurde er in die Academy of Motion Picture Arts and Sciences (AMPAS) aufgenommen, die jährlich die Oscars vergibt.
2019 gewann Costa für seinen Film Vitalina Varela den Goldenen Leoparden des Locarno Film Festivals. Zudem wurde Vitalina Varela von Portugal als Beitrag für die Oscarverleihung 2021 in der Kategorie Bester Internationaler Film eingereicht, nachdem der Film „Listen“ von Ana Rocha de Sousa von einer Teilnahme ausgeschlossen wurde. Kritiker bezeichneten die Fotografie der Milieustudie, die einer gleichnamigen kapverdischen Frau in den Slums von Lissabon folgt, als „magisch“.
Pedro Costa schrieb zu allen seinen Filmen auch das Drehbuch, und bei „In Vandas Zimmer“ führte er auch die Kamera.

## Filmografie

### Regie
- 1984: É Tudo Invenção Nossa
- 1989: Das Blut (O Sangue)
- 1994: Casa de Lava
- 1997: Haut und Knochen (Ossos)
- 2000: In Vandas Zimmer (No Quarto da Vanda)
- 2001: 6 Bagatelas (Video)
- 2001: Cinéma, de notre temps (TV-Folge, Danièle Huillet/Jean-Marie Straub)
- 2001: Où gît votre sourire enfoui?
- 2003: The End of a Love Affair (Kurzfilm)
- 2005: Ne change rien (Kurzfilm)
- 2005: Jugend voran! (Juventude Em Marcha)
- 2007: O Estado do Mundo (Beitrag Tarrafal)
- 2007: Memories (Beitrag The Rabbit Hunters)
- 2007: Tarrafal (Doku., Kurzfilm)
- 2009: Ne change rien (Doku.)
- 2010: O nosso Homem
- 2012: Sweet Exorcism (eine von vier Episoden des Films Centro Histórico für Guimarães als Kulturhauptstadt Europas 2012)
- 2014: Horse Money
- 2019: Vitalina Varela

### Darsteller
- 2014: L’Amour sauvage, Regie: Lior Shamriz
- 2018: Sacavém, Regie: Júlio Alves